# Callientomon
Callientomon es un género de Protura en la familia Acerentomidae.

## Especies
- Callientomon chinensis Yin, 1980